# Основно състояние на атома
Основно състояние се нарича състоянието на атомите с минимална енергия. Електронната конфигурация на това състояние се нарича електронна конфигурация на атома в основно състояние. При тези атоми е спазен така нареченият принцип на построяване. Той изразява стремежа на атома към минимум енергия и спазване на принципа на Паули. Ако атомите погълнат енергия, те преминават във възбудено състояние.